# San José de Abajo
San José de Abajo är en ort i Mexiko.   Den ligger i kommunen Cuitláhuac och delstaten Veracruz, i den sydöstra delen av landet, 260 km öster om huvudstaden Mexico City. San José de Abajo ligger 408 meter över havet och antalet invånare är 1 379.
Terrängen runt San José de Abajo är kuperad västerut, men österut är den platt. Terrängen runt San José de Abajo sluttar österut. Runt San José de Abajo är det ganska tätbefolkat, med 129 invånare per kvadratkilometer. Närmaste större samhälle är Córdoba, 19,7 km nordväst om San José de Abajo. Trakten runt San José de Abajo består till största delen av jordbruksmark.